# حايجننوني (فلم)
حايجننوني هو فيلم مصري تم إنتاجه عام 1960، من إخراج فطين عبد الوهاب، وبطولة إسماعيل ياسين وسامية جمال وكريمة الشريف.

## تمثيل
- إسماعيل ياسين
- سامية جمال
- كريمة
- توفيق الدقن
- وداد حمدي
- محمود عزمي
- عبد المنعم مدبولي
- عبد الحفيظ التطاوي
- شفيق نور الدين
- نظيم شعراوي
- ليلى فهمي

## روابط خارجية
- مقالات تستعمل روابط فنية بلا صلة مع ويكي بيانات